# Fodina pauliani
Fodina pauliani là một loài bướm đêm trong họ Noctuidae.